# Daniel Casalderrey Castro
Daniel Casalderrey Castro (Portas, província de Pontevedra, 1928) és un empresari i polític gallec. Vinculat al món agrari gallec, ha estat president de l'Agrupación de Cosecheros de Albariño de Salnés - Societat Agrària de Transformació, vocal del Consell Directiu de la Caixa Rural Provincial de Pontevedra. Vocal de la Comissió d'Agricultura de la Fira Agrícola i Industrial de Vilagarcía de Arousa (FEXDEGA) (1968-1977), secretari general de l'Associació d'Agricultors i Ramaders de Pontevedra (AGAP), vocal de la Federació Gallega d'Agricultors i Ramaders (FAGA), vocal assessor de la Comissió d'Intercanvi CESGA (1973) i vocal de la Junta Provincial de Preus.
El 1977 fou vocal del Comitè Executiu del Partit Gallec Independent, amb el qual va ingressar a la UCD. A les eleccions generals espanyoles de 1979 fou escollit senador per la província de Pontevedra. També fou conseller d'Agricultura i Ramaderia de la Xunta de Galícia (1979-1982).